# Hasan Isma'il Pascià
Ḥasan Ismāʿīl Pascià (in arabo ﺣﺴﻦ إسماعيل باشا‎?; Il Cairo, 30 dicembre 1854 – Istanbul, 23 marzo 1888) è stato un militare e politico egiziano.

## Biografia
Figlio del chedivè egiziano Ismāʿīl Pascià, Ḥasan Ismāʿīl studiò al Cairo e a Oxford e ricevette un addestramento militare a Berlino, nell'Accademia militare prussiana.

Ricevette a diciannove anni (6 aprile 1873) il titolo di Mîrmîran Pascià e il grado di Maggior Generale dell'esercito imperiale ottomano e, dieci anni dopo, quello di Tenente Generale.
Comandò il corpo di spedizione egiziano in Sudan (1873-1875) e fu promosso Feldmaresciallo (Mushīr) nel 1875.

Ebbe il comando temporaneo delle forze egiziane nella guerra etiopico-egiziana del 1876 e fu ministro della Guerra egiziano nello stesso anno. Comandante del contingente egiziano nella guerra russo-turca del 1877-1878, fu Alto commissario per il Sudan nel 1884-1885.
Si sposò il 6 febbraio 1873 al Cairo con la cugina, Principessa Khadija Khanum Effendi (Il Cairo, 15 maggio 1856 - Alessandria d'Egitto, 1º luglio 1915).
È sepolto al Cairo nel Mausoleo del Chedivè Tawfiq, complesso di Qaytbay.